# 대한민국 국가재건국민운동본부
국가재건국민운동본부는 5·16군사정변 이후 제정된 재건국민운동에관한법률에 의거 1961년 6월 12일 박정희 대통령에 의거 설립된 범국민 중앙행정기관이었다.
1961년 6월에 공포된 ‘재건국민운동에관한법률’에 의하면, 재건국민운동은 전 국민이 청신한 기풍을 배양하고 신생활체제를견지하며 반공이념을 확고히 하기 위해 전개되었다.
동법 2조에 따르면 본부의 세부실천사항은 (1) 용공중립사상의 배격, (2) 내핍(耐乏:어렵고 가난함)생활의 여행(勵行:힘써 행함), (3) 근면정신의 고취, (4) 생산 및 건설의식의 증진, (5) 국민도의의 앙양, (6) 정서관념의 순화, (7) 국민체위의 향상 등 7가지로 하였다.
재건국민운동본부는 국가재건최고회의 산하에 본부를 두고, 서울과 각 도에 지부를 설치하였다. 그리고 재건국민운동 시·군·구·읍·면 촉진회 회칙(준칙)과 이·동 촉진회 회칙이 제정, 시달되면서 지구의 조직활동을 진행하였다.
지부 산하에는 각급 행정구역단위마다 촉진회를 두었다. 이후 각급 촉진회에 부녀부를 신설하는 준칙의 개정이 있었다. 그리고 1961년 6월 12일 서울에서의 전국촉진대회를 시작으로 하여 7월 3일까지 각 지부별 촉진대회를 개최하였다. 그 후 1964년 8월 사단법인 재건국민운동중앙회가 설립되어 운영되어 국가재건국민운동본부 기타 행정 업무는 내무부로 이관되었으며, 1975년 12월 사단법인 재건국민운동중앙회는 해산하고 그 주요사업인 마을금고는 재건국민운동에 의하여 1973년 3월 22일에 설립한 마을금고연합회로 이관 되었다.

## 설치 근거 및 소관 업무
- 재건국민운동에관한법률 [제733호, 1961.9.30 제정] 제3조[1]

## 연혁
- 1961년 6월 12일 - 국가재건국민운동본부를 국가재건최고회의 산하에 신설하고, 중앙위원회는 재건국민운동에관한법률 4조에 의거 장관급 기관으로, 지방위원회는 각 지방자치단체 산하에 신설.
- 1964년 8월 - 동법을 폐지하고, 해당 사무는 내무부와 신설된 사단법인 재건국민운동중앙회로 이관